# گون‌گورموش (گرگر)
گون‌گورموش (به ترکی استانبولی: Güngörmüş) (به کردی: Pêtırge) یک منطقهٔ مسکونی کردنشین در ترکیه است که در گرگر، آدیامان واقع شده‌است.